# Michele Muratori
Michele Muratori (født 19. december 1983) er sanmarinesisk politiker. Han er sammen med Nicola Selva de nuværende regentkaptajner i San Marino efter at have overtaget embedet 1. april 2019.
Muratori er uddannet i statskundskab fra universitetet i Bologna. Han arbejder i den offentlige forvaltning.
Muratori er medlem af Consiglio Grande e Generale og er leder af Sinistra Socialista Democratica ("Demokratiske Socialistiske Venstre").